# ویژوواتا پلانی
ویژوواتا پلانی (به لاتین: Věžovatá Pláně) یک منطقهٔ مسکونی در جمهوری چک است که در شهرستان چسکی کروملوف واقع شده‌است. ویژوواتا پلانی ۴٫۷۹ کیلومتر مربع مساحت و ۱۲۱ نفر جمعیت دارد و ۶۹۵ متر بالاتر از سطح دریا واقع شده‌است.